# Adeonella purpurea
Adeonella purpurea är en mossdjursart som beskrevs av Hayward 1988. Adeonella purpurea ingår i släktet Adeonella och familjen Adeonellidae. Inga underarter finns listade i Catalogue of Life.